# Franz Cornelsen
Franz Cornelsen (* 22. Juli 1908 in Minden/Westfalen; † 31. Oktober 1989 in Berlin) war ein deutscher Verleger und der Gründer des Cornelsen Verlages.

## Leben

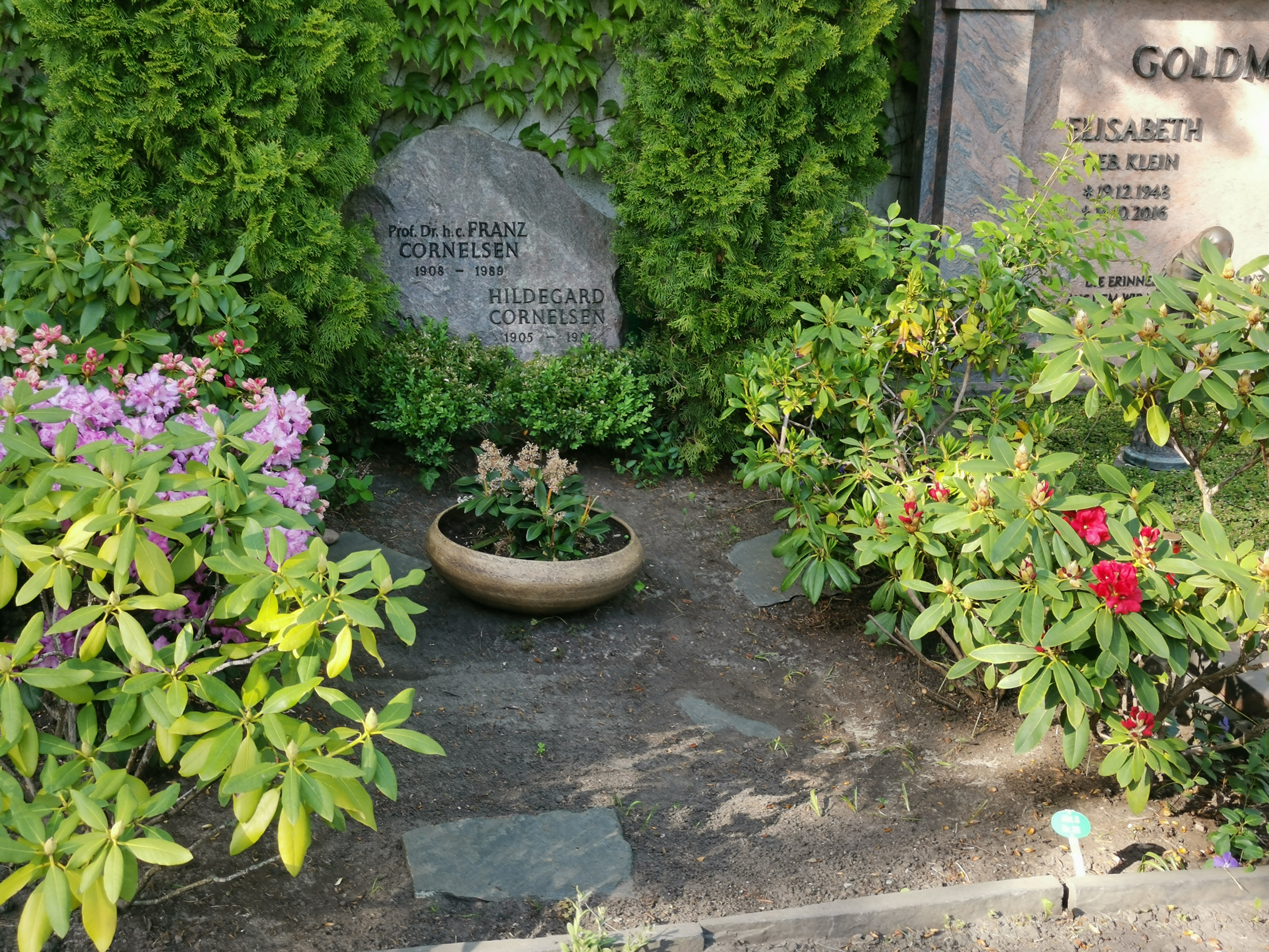
Grabstelle auf dem Friedhof Berlin-Schmargendorf

Franz Cornelsen wurde am 22. Juli 1908 als Sohn des Landrates Franz Cornelsen und dessen Ehefrau Emily Cornelsen (geb. Gädeke) in Minden geboren. Sein Großvater war der Stader Weingroßhändler und Reichstagsabgeordnete Johann Cornelsen. Er besuchte das Gymnasium Athenaeum in Stade, nachdem sein Vater dort Landrat geworden war, und studierte danach Elektrotechnik u. a. in München. Nach dem Studium arbeitete Franz Cornelsen bis zum Ende des Zweiten Weltkrieges im Jahr 1945 als Diplomingenieur in der Auslandsabteilung der Siemens AG.
1938 hatte er die Grafikerin und spätere Schulbuchautorin Hildegard Friedrichs geheiratet. 1947 adoptierte er zusammen mit seiner Frau seinen Neffen Dirk Cornelsen, dessen Eltern sich 1945 auf der Flucht vor der Roten Armee im Beisein des Kindes das Leben genommen hatten.
1981 starb seine Ehefrau Hildegard. 1984 heiratete er die geschiedene Ruth Schaefer (* 1928) und adoptierte ein Jahr später deren seinerzeit schon erwachsene Tochter Andrea (* 1957). Franz Cornelsen starb 1989 und wurde – ebenso wie seine erste Frau Hildegard – auf dem Friedhof Schmargendorf beerdigt.

## Wirken und Ehrungen
1946 gründete Cornelsen zusammen mit Gert H. Theunissen und Sinus Sinodoru zunächst den Minerva-Verlag und bald danach in der Künstlerkolonie in Berlin-Wilmersdorf gemeinsam mit seiner Ehefrau Hildegard, der Autorin des späteren Verlags-Bestsellers Peter Pim and Billy Ball – den Cornelsen Verlag, der zu einem der führenden Schulbuchverlage für das gesamte Bundesgebiet wurde.
1954 übernahm Franz Cornelsen zusammen mit seiner Frau den vor der Insolvenz stehenden alten und renommierten Buchverlag Velhagen & Klasing (Publikationen u. a.: Putzger sowie Velhagen & Klasings Monatshefte) in Bielefeld, sanierte und integrierte ihn in den Cornelsen Verlag. 1970 gründete er die „Franz-Cornelsen-Stiftung“, in deren Eigentum der Verlag überging, nachdem sich sein einziger Sohn Dirk Cornelsen entschieden hatte, nicht – wie von seinem Vater gewünscht – unmittelbar nach Beendigung des Studiums in den Verlag einzutreten.
Franz Cornelsen errichtete zwei gemeinnützige Stiftungen zur Förderung von Bildung und Erziehung.
1978 erhielt er die Ernst-Reuter-Plakette und 1981 wurde er mit dem Master of Arts h.c. Oxford geehrt.